# ماركوس غامارا
ماركوس غامارا (بالإسبانية: Marcos Gamarra) هو لاعب كرة قدم باراغواياني، ولد في 8 يوليو 1988 في لوكي في باراغواي.

## وصلات خارجية
- ماركوس غامارا على موقع قاعدة بيانات كرة القدم.إي يو (الإنجليزية)
- ماركوس غامارا على موقع Soccerway.com (الإنجليزية)
- ماركوس غامارا على موقع عالم كرة القدم.نت (الإنجليزية)